# Liste der russischen Botschafter in Argentinien
Liste der russischen und sowjetischen Gesandten in Argentinien
Der russische Botschafter residiert an der Rodrigues Pena, 1741 in Buenos Aires.
Am 2. Oktober 1885 wurden diplomatische Beziehungen zwischen der russischen und der argentinischen Regierung durch den außerordentlichen Gesandten Alexander Ionin aufgenommen. Von 1900 bis zur Oktoberrevolution waren die Gesandten in Rio de Janeiro regelmäßig auch bei der Regierung in Buenos Aires mitakkreditiert.
| Ernennung     | Name                                     | russisch                         | Bemerkungen | ernannt während der Regierung von Regierung von | akkreditiert von               | Posten verlassen |
| ------------- | ---------------------------------------- | -------------------------------- | --- | ----------------------------------------------- | ------------------------------ | ---------------- |
| 1900          | Alexis de Speyer                         | Алексей Николаевич Шпейер        | | Nikolaus II.                                    | Julio Argentino Roca           |                  |
| 1905          | Moritz Prozor                            | Маврикий Эдуардович Прозор       | (* 1848; 1928) | Nikolaus II.                                    | Manuel Quintana                |                  |
| 1910          | Pjotr Wassiljewitsch Maximow             | Пётр Васильевич Максимов         | | Nikolaus II.                                    | Roque Sáenz Peña               | 1917             |
| 1917          | Alexander Ippolitowitsch Schtscherbatski | Александр Ипполитович Щербатский | | Alexander Fjodorowitsch Kerenski                | Hipólito Yrigoyen              | 26. Okt. 1917    |
| 12. Juli 1946 | Michail Grigorjewitsch Sergejew          | Михаил Григорьевич Сергеев       | | Josef Stalin                                    | Juan Perón                     | 1. Juni 1948     |
| 25. Nov. 1950 | Grigori Fjodorowitsch Resanow            | Григорий Федорович Резанов       | | Josef Stalin                                    | Juan Perón                     | 10. Nov. 1956    |
| 10. Nov. 1956 | Michail Alexejewitsch Kostyljow          | Михаил Алексеевич Костылев       | | Nikolai Alexandrowitsch Bulganin                | Eduardo Lonardi                | 10. Nov. 1959    |
| 10. Nov. 1959 | Nikolai Borissowitsch Alexejew           | Николай Борисович Алексеев       | | Nikita Sergejewitsch Chruschtschow              | Arturo Frondizi                | 5. Apr. 1966     |
| 5. Apr. 1966  | Juri Iwanowitsch Wolski                  | Юрий Иванович Вольский           | [ 1 ] | Leonid Iljitsch Breschnew                       | Juan Carlos Onganía            | 14. Okt. 1972    |
| 14. Okt. 1972 | Semjon Petrowitsch Djukarew              | Семен Петрович Дюкарев           | | Leonid Iljitsch Breschnew                       | Alejandro Agustín Lanusse      | 27. Sep. 1978    |
| 27. Sep. 1978 | Sergei Romanowitsch Striganow            | Сергей Романович Стриганов       | | Leonid Iljitsch Breschnew                       | Jorge Rafael Videla            | 17. Juni 1983    |
| 17. Juni 1983 | Oleg Konstantinowitsch Kwassow           | Олег Константинович Квасов       | (1939+16. Juli 2012)Professor an der Diplomatischen Akademie des russischen Außenministeriums                             | Juri Wladimirowitsch Andropow                   | Raúl Alfonsín                  |                  |
| 23. Aug. 1990 | Wladimir Wladimirowitsch Nikitin         | Владимир Владимирович Никитин    | (* 1940) | Michail Sergejewitsch Gorbatschow               | Carlos Menem                   | 22. Juni 1993    |
| 22. Juni 1993 | Jan Anastassjewitsch Burljai             | Ян Анастасьевич Бурляй           | (* 1947 in der Ukraine) 31. Juli, 2000 – 26. September 2005 Vertreter bei der Lateinamerikanische Integrationsvereinigung | Boris Nikolajewitsch Jelzin                     | Carlos Menem                   | 8. Juni 1996     |
| 8. Juni 1996  | Wladimir Lwowitsch Tjurdenew             | Владимир Львович Тюрденев        | 2010 Botschafter in Brasilia, 2012 Botschafter in Quito Ecuador                                                           | Boris Nikolajewitsch Jelzin                     | Carlos Menem                   | 22. Aug. 2000    |
| 22. Aug. 2000 | Jewgeni Michailowitsch Astachow          | Евгений Михайлович Астахов       | | Wladimir Wladimirowitsch Putin                  | Fernando de la Rúa             | 13. Juli 2004    |
| 13. Juli 2004 | Juri Petrowitsch Kortschagin             | Юрий Петрович Корчагин           | | Wladimir Wladimirowitsch Putin                  | Néstor Kirchner                | 7. Juli 2009     |
| 7. Juli 2009  | Alexander Konstantinowitsch Dogadin      | Александр Константинович ДОГАДИН | | Dmitri Anatoljewitsch Medwedew                  | Cristina Fernández de Kirchner | 6. Dez. 2010     |
| 21. Juli 2011 | Wiktor Wiktorowitsch Koronelli           | Виктор Викторович Коронелли      | | Dmitri Anatoljewitsch Medwedew                  | Cristina Fernández de Kirchner |                  |